# Мітиненти (Мядельський район)
Мітиненти (біл. вёска Міціненты) — село в складі Мядельського району Мінської області, Білорусь. Село підпорядковане Сирмезькій сільській раді, розташоване в північній частині області.